# ريتشارد بورتون (لاعب كريكت)
ريتشارد بورتون (24 أغسطس 1976 - ) (بالإنجليزية: Richard Burton)‏ هو لاعب كريكت بريطاني.

## وصلات خارجية
- ريتشارد بورتون على موقع إي آس بي آن كريك إنفو (الإنجليزية)